# Raül Jara Pascual
Raül Jara Pascual   (Sant Boi de Llobregat, 17 d'abril de 1980) és un pilot de motociclisme català que competí internacionalment entre la temporada de 2001 (en què acabà vint-i-sisè a 125cc després d'haver participat en tots els Grans Premis puntuables) i la de 2002 (en què acabà vint-i-cinquè a 250cc).

## Resultats al Mundial de motociclisme[1]
| Any   | Categoria | Moto    | Curses | Victòries | Podi | Pole | Fast lap | Punts | Posició |
| ----- | --------- | ------- | ------ | --------- | ---- | ---- | -------- | ----- | ------- |
| 2001  | 125cc     | Aprilia | 16     | 0         | 0    | 0    | 0        | 9     | 26è     |
| 2002  | 250cc     | Aprilia | 16     | 0         | 0    | 0    | 0        | 11    | 25è     |
| Total |           |         | 32     | 0         | 0    | 0    | 0        | 20    |         |